# Роман Сондермајер
Роман Сондермајер (Чернивци, 28. фебруар 1861 — Београд, 30. јануар 1923) био је лекар, хирург, санитетски пуковник и начелник санитета Врховне команде Србије 1916-1917. Био је пољског порекла.

## Живот и рад
Рођен је 28. фебруара 1861. године у Чернивци покрајина Буковина у Аустроугарској. Гимназију је завршио у Лавову, а Медицински факултет у Кракову 1884. године. Изабран је за асистента на клиници чувеног хирурга Микулича у истом граду.
На препоруку професора Микулича, маја 1889. године, др Сондермајер долази у Србију и примљен је као лекар, капетан I класе у службу Српског војног санитета. Основао је Хируршко одељење у Војној болници у Београду (прво у нашем војном санитету), у старој згради у Његошевој улици. Ускоро је постао и управник Војне болнице у Београду. Услови за рад су били веома тешки. Операције су се вршиле у напуштеној бараци на дрвеним столовима који су били прекривени ћебетом и чаршавом. Углед др Сондермајера нагло је порастао када је са успехом извршио операцију једног подофицира који је био тешко рањен у трбух. Краљ Милан Обреновић, тадашњи врховни командант српске војске, наградио га је прстеном.
Др Сондермајер је иницирао и издејствовао да се регрути и војници с килом позивају у војну службу. Они су се оперисали, затим су се пуштали кући на шест месеци, да би потом били позвани да одслуже војни рок. Оперисано је више хиљада регрута од киле, чије је повратак у војску знатно допринео порасту борбене способности српске војске у предстојећим ратовима. Био је веома популаран међу војницима и народом, који су га са поштовањем звали "др Сондер". Референт санитета Дунавске дивизијске области постаје 1905. године, а те године добија и чин пуковника. Начелник санитета Министарства војног постаје 1906. и на том месту остаје до 1909. године. Као начелник санитета извршио је одговарајуће унапређење рада и материјално јачање нашег војног санитета.
Од 1909. године постаје управник новоизграђене Војне болнице на западном Врачару, за чију се изградњу јако залагао. Лично је надгледао и контролисао изградњу. Србија је добила најмодернију болницу на Балкану. Био је један од чланова лекарског конзилијума који је, током октобра и новембра 1910. године, лечио тадашњег престолонаследника Александра Карађорђевића од трбушног тифуса. На Александров рођендан 16. (4) децембра 1910. године је био одликован орденом Карађорђеве звезде III степена, заједно са колегама из конзилијума. С почетком рата 1912. године поново је постављен за начелника санитета Министарства војног, а по завршетку рата 1913. године враћен је на место управник Војне болнице. На месту управника остаје до 1914. године када је постављен за хирурга консултанта при Врховној команди. Главни инспектор санитета оперативне војске и позадине за борбу против пегавог тифуса постаје 1915. године.
Године 1916. након смене др Лазара Генчића, др Роман Сондермајер постаје начелник санитета Врховне команде и на том месту остаје до 1917. године, а наредне две године (1917—1919) био је на располагању Врховне команде. Управник је Војне болнице у Новом Саду од 1919. и председник Војносанитетског комитета током 1920—1923. Пензионисан је 1923.
Др Сондермајер се сматра родоначелником српске ратне хирургије. Поред др Сондермајера зачетници српске ратне хирургије су: др Михајло Петровић, др Јордан Стајић, др Лазар Генчић, др Чедомир Ђурђевић. Својим радом и залагањем допринео је унапређењу српског војног санитета, превео и прилагодио је нашим приликама Ратну санитетску службу аустријске војске, извршио модернизацију и попуну ратне санитетске опреме. Реорганизовао је санитет српске војске на Крфу и у Солуну.
Био је ожењен ћерком генерала Димитрија Ђурића. Иако је др Сондермајер остао у католичкој вери сва његова деца, три сина и једна ћерка, били су Срби православне вере. Заволео је своју нову домовину и децу је васпитао у патриотском духу. Његови синови Тадија Сондермајер и Владислав Сондермајер били су добровољци. Најмлађи син Станислав тражио је од оца да заједно са браћом крене на фронт, али од оца није добио дозволу. Станислав је побегао од куће и пријавио се као добровољац негде код Шапца. У борбама код села Добрић, 5. августа 1914. године погинуо је најмлађи борац Церске битке, Станислав Сташко Сондермајер. Имао је само 16 година. Супруга Станислава и кћи су у Првом светском рату биле болничарке. Супруга Станислава бавила се хуманитарним и добротворним радом. Била је потпредседница друштва „Кола српских сестара“.
Др Сондермајер је био активан члан Српског лекарског друштва.
Након дуге и тешке болести умро је 30. јануара 1923. од тешког срчаног обољења.

## Одликовања

### Домаћа одликовања
- Карађорђева звезда III степена - 16. (4) децембар 1910. године[8]
- Орден Светог Саве II степена
- Краљевски орден Белог орла

### Инострана одликовања
- Орден Италијанске круне
- Medalille d’Or des Epidemies
- Орден Светог Ђорђа и Михаила
- (Краљевска) Медаља Црвеног крста Холандије (15. јун 1914)[11]